# ۵۱۱ (پیش از میلاد)

## مناسبت ها
- فرینیوس شاعر غم انگیز یونانی اولین مسابقه تئاتری خود را در آتن برنده شد. [۱]